# Bitwa pod Czarnowem

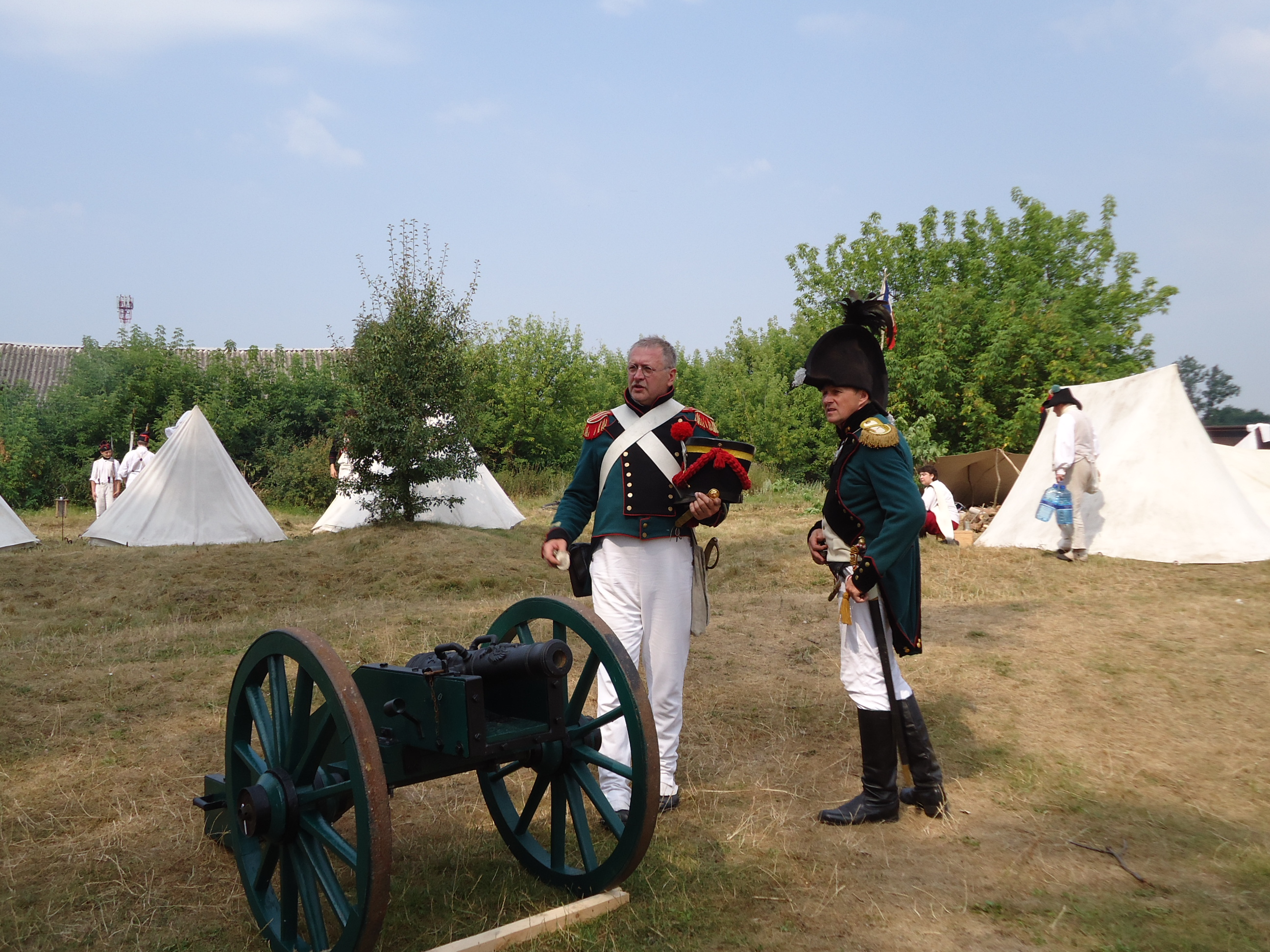
Rekonstrukcja bitwy pod Czarnowem, 2013

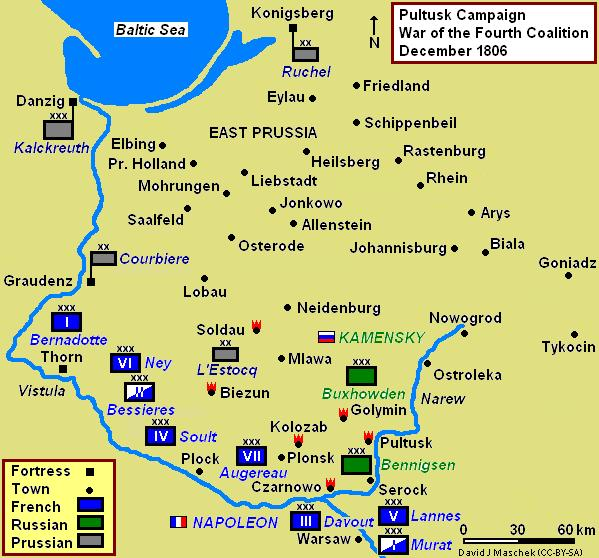
Mapa z zaznaczonymi pozycjami wojsk w grudniu 1806

Bitwa pod Czarnowem – starcie zbrojne, które miało miejsce w nocy z 23 na 24 grudnia 1806 podczas wojen napoleońskich.
Cesarz Napoleon przygotowywał uderzenie na armię rosyjską stacjonującą pod Pułtuskiem i w związku z tym na początku grudnia wysłał w okolice Pomiechówka brygadę piechoty z korpusu Davouta, której zadaniem było utworzenie przyczółka na prawym brzegu Bugo-Narwi. Rosjanie natomiast, którzy mieli dwie armie (pierwsza armia Benningsena oraz druga armia Buxhoevedena, nad którymi naczelne dowództwo sprawował Michał Michajłowicz Kamienski) planowali wykonanie uderzenia w kierunku zachodnim. Atak rosyjski ubezpieczać miała nad Bugo-Narwią dywizja Ostermanna, która 20 grudnia zakończyła budowę planowanych umocnień w okolicach Czarnowa i Pomiechówka. Lewe skrzydło dywizji oparte zostało o Bugo-Narew pod Czarnowem, natomiast prawe skrzydło oparte było o Wkrę i umocnione robotami ziemnymi wykonanymi w okolicach Pomiechówka.
Gdy 23 grudnia Francuzi zakończyli budowę mostu, postanowili zaatakować przez Czarnowo w kierunku północnym od Bugo-Narwi. Atak ten miał być osłonięty demonstracyjnymi natarciami na linii Serock – Modlin. Gdy dywizje rosyjskie pierwszej armii szykowały się do natarcia, Francuzi skierowali na dywizję Ostermanna pod Czarnowem potężny atak. W nocy z 23 na 24 grudnia korpus Davouta przełamał rosyjską obronę i ruszył w pościg za wycofującym się nieprzyjacielem w kierunku Nasielska. Ze względu na odwilż drogi pokryte były błotem, co sprawiło, że Francuzi zrezygnowali z dalszego marszu za uciekającymi Rosjanami.